# 大国の興亡
『大国の興亡』（たいこくのこうぼう、The Rise and Fall of The Great Powers）は、1987年にランダムハウスから刊行された歴史家ポール・ケネディの著作である。本書の主題は、1500年から1980年代までの大国の政治的・経済的台頭、およびその衰退の理由を探求することにある。1980年代、双子の赤字を抱え、西欧や日本との経済摩擦に苦しみ、国際政治における支配的地位が揺らぎだしていたアメリカ合衆国で、とりわけ広範な読者を獲得した。1988年にWolfson History Prizeを受賞した。 

## 概要
1945年にイングランドで生まれたポール・ケネディは、オックスフォード大学で博士号を取得した後、1983年からイェール大学で歴史学の教授に就き、国際関係史を専門とした。本書は彼の代表的な著作であり、さまざまな政治的、経済的、軍事的な史料に基づきながら近代以後の国際関係の歴史について叙述している。
大国の強さが他国との比較によってのみ的確に図ることができると論じて、ケネディは、大国の台頭が利用可能な資源および経済的耐久性に強く相関していること、そして軍事的な過剰拡大とそれに付随する経済的衰退が、手持ちの資源以上に安全保障上の必要性や野心を抱く大国が直面する一貫した脅威であるという命題を提示した。
第1部産業革命以前の世界における戦略と経済、第2部産業革命の時代の戦略と経済、第3部現在から未来への戦略と経済の3部から構成されている。
この著作で論じられている歴史上の事例は、16世紀から20世紀までの世界各地の勢力に及んでいる。16世紀におけるヨーロッパ諸国では他の地域とは異なって恒常的な軍事的不安定が続いており、軍事革新と経済発展が密接に結びついていたことが指摘されている。16世紀から17世紀にかけてハプスブルク家がヨーロッパ統一に失敗した後にフランス、イギリス、ロシア、オーストリア、プロイセンなどの国民国家が台頭するようになり、ナポレオン戦争で再びヨーロッパが統一されようとしたが、結果的にはその事業も失敗に終わった。イギリスで産業革命が発生して世界経済に重要な影響を与えたことは、フランスやオーストリアなどの伝統的な大国の衰退と、アメリカやロシアなど豊富な資源と土地を持つ国家が台頭する機会を与えた。
第一次世界大戦と第二次世界大戦ではアメリカとロシアの大国化による二極構造の端緒が現れ、ドイツ、フランス、イギリスなどのかつての大国は相対的に衰退していくことになった。冷戦期における新しい展開として、中国や日本、ヨーロッパ、そして第三世界の復興が指摘される。

## 書誌情報
- The rise and fall of the great powers: economic change and military conflict from 1500 to 2000, ランダムハウス, 1987.
  - 『大国の興亡: 1500年から2000年までの経済の変遷と軍事闘争』上・下、鈴木主税訳、草思社、1988年
  - 『決定版 大国の興亡: 1500年から2000年までの経済の変遷と軍事闘争』上・下、鈴木主税訳、草思社、1993年